# Hemieuryalidae
Famille
Les Hemieuryalidae sont une famille d'ophiures de l'ordre des Amphilepidida.

## Liste des genres
Selon World Register of Marine Species (23 septembre 2018) :
- genre Actinozonella Stöhr, 2011
- genre Astrogymnotes H.L. Clark, 1914
- genre Hemieuryale v. Martens, 1867
- genre Ophioholcus Clark, 1915
- genre Ophioplocus Lyman, 1861
- genre Ophioplus Verrill, 1899
- genre Ophiozonella Matsumoto, 1915
- genre Ophiozonoida H.L. Clark, 1915
- genre Quironia A.H. Clark, 1934
- genre Sigsbeia Lyman, 1878

Astrogymnotes catasticta
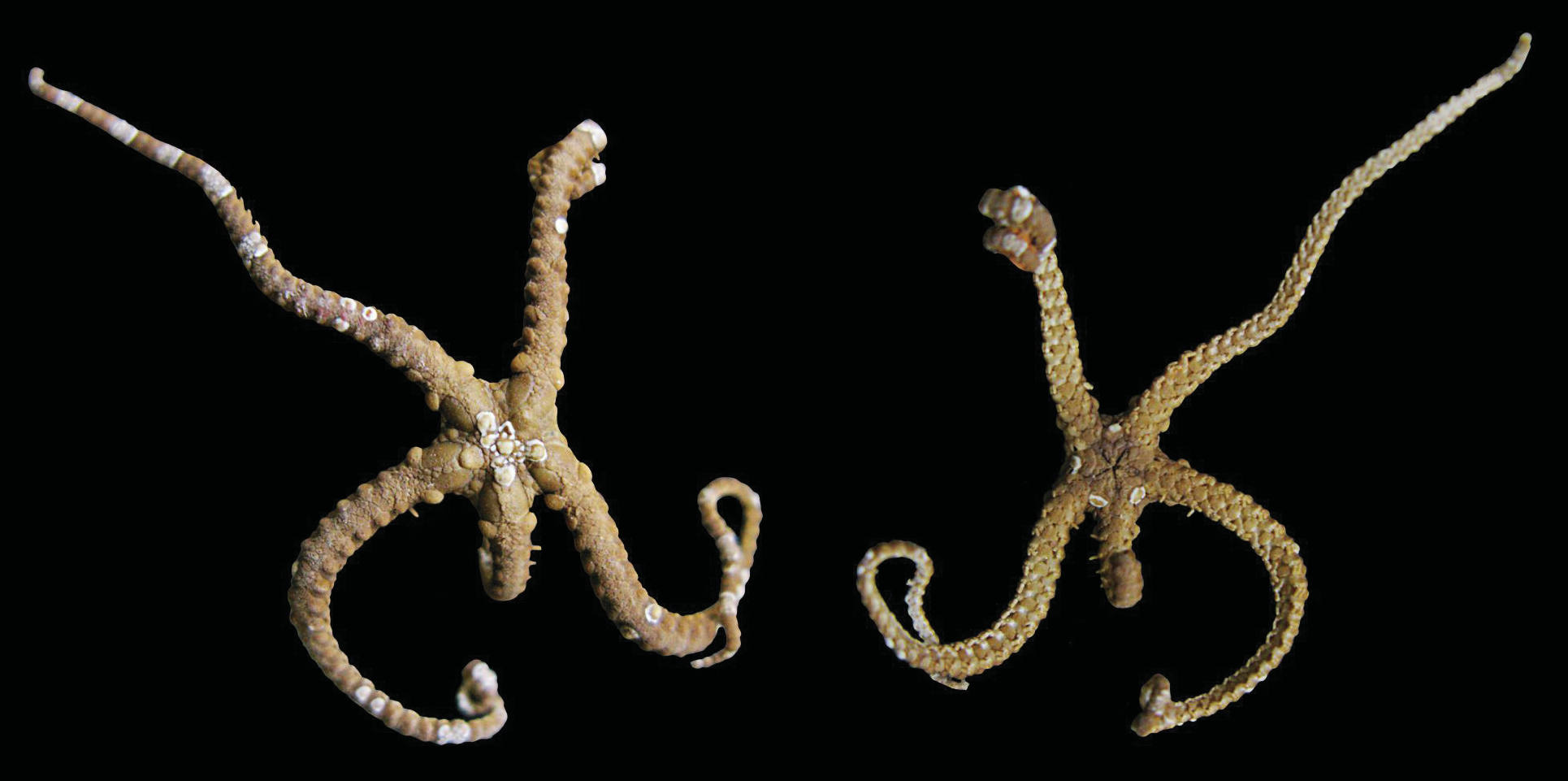
Hemieuryale pustulata
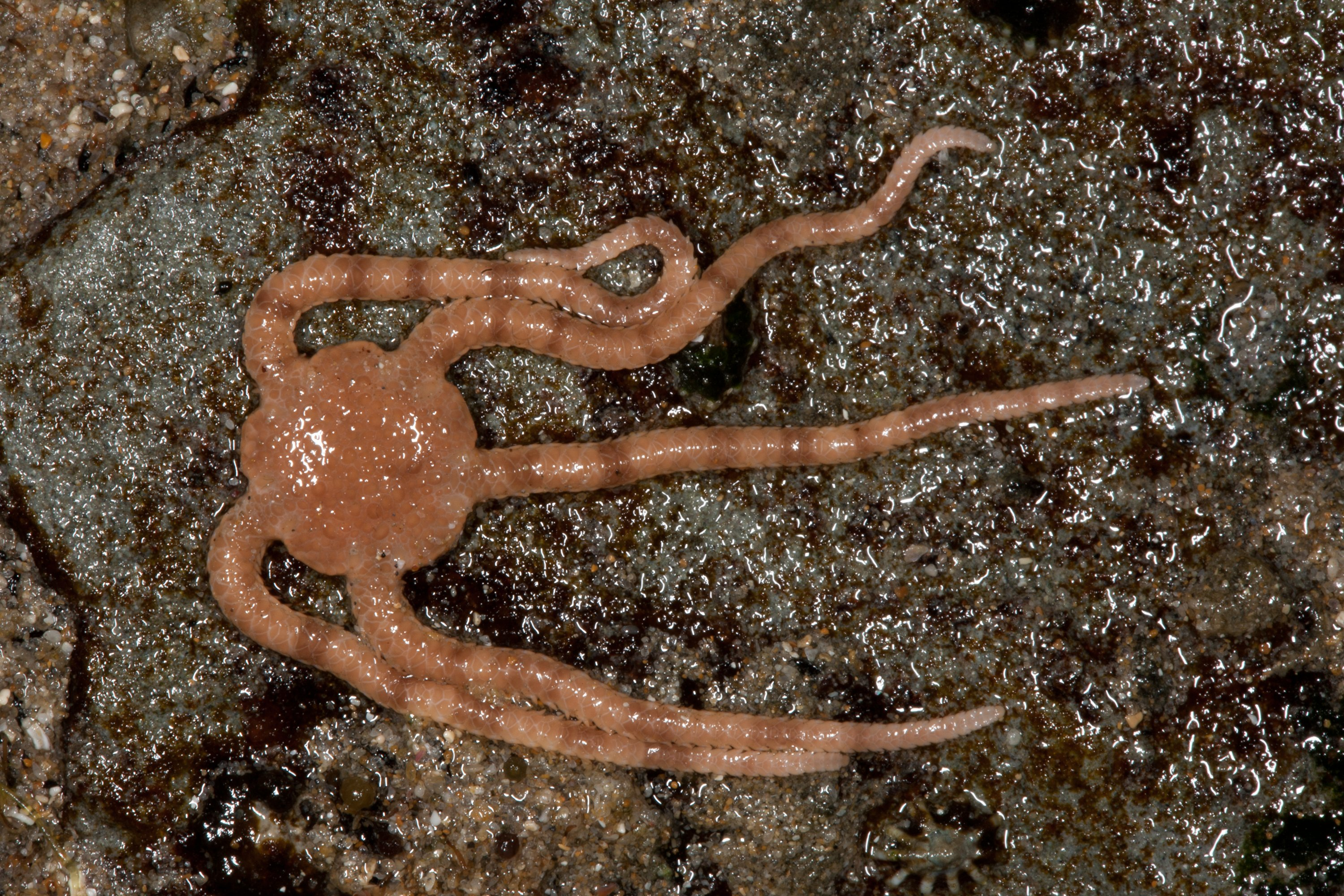
Ophioplocus bispinosa.
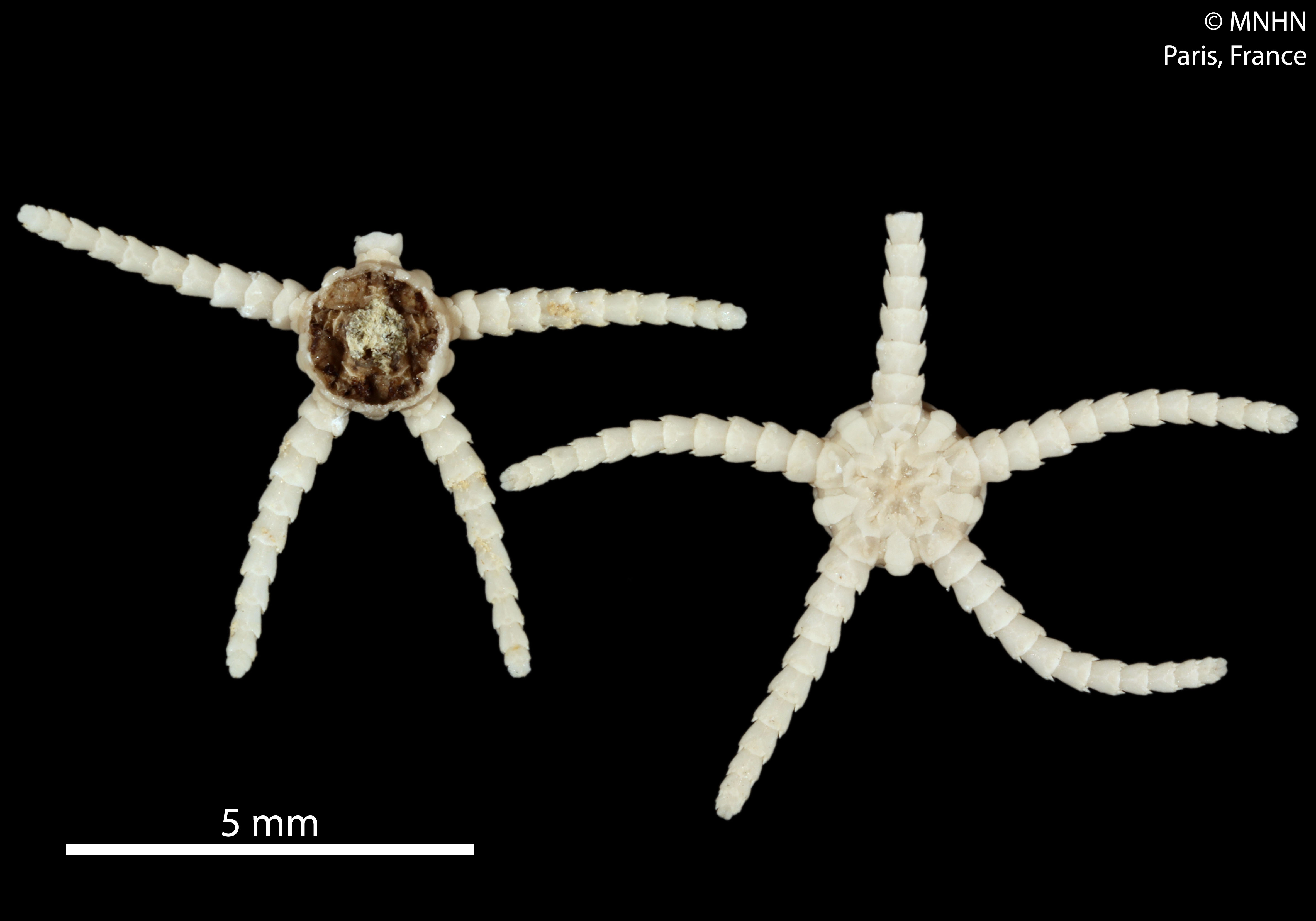
Ophiozonella novaecaledoniae.
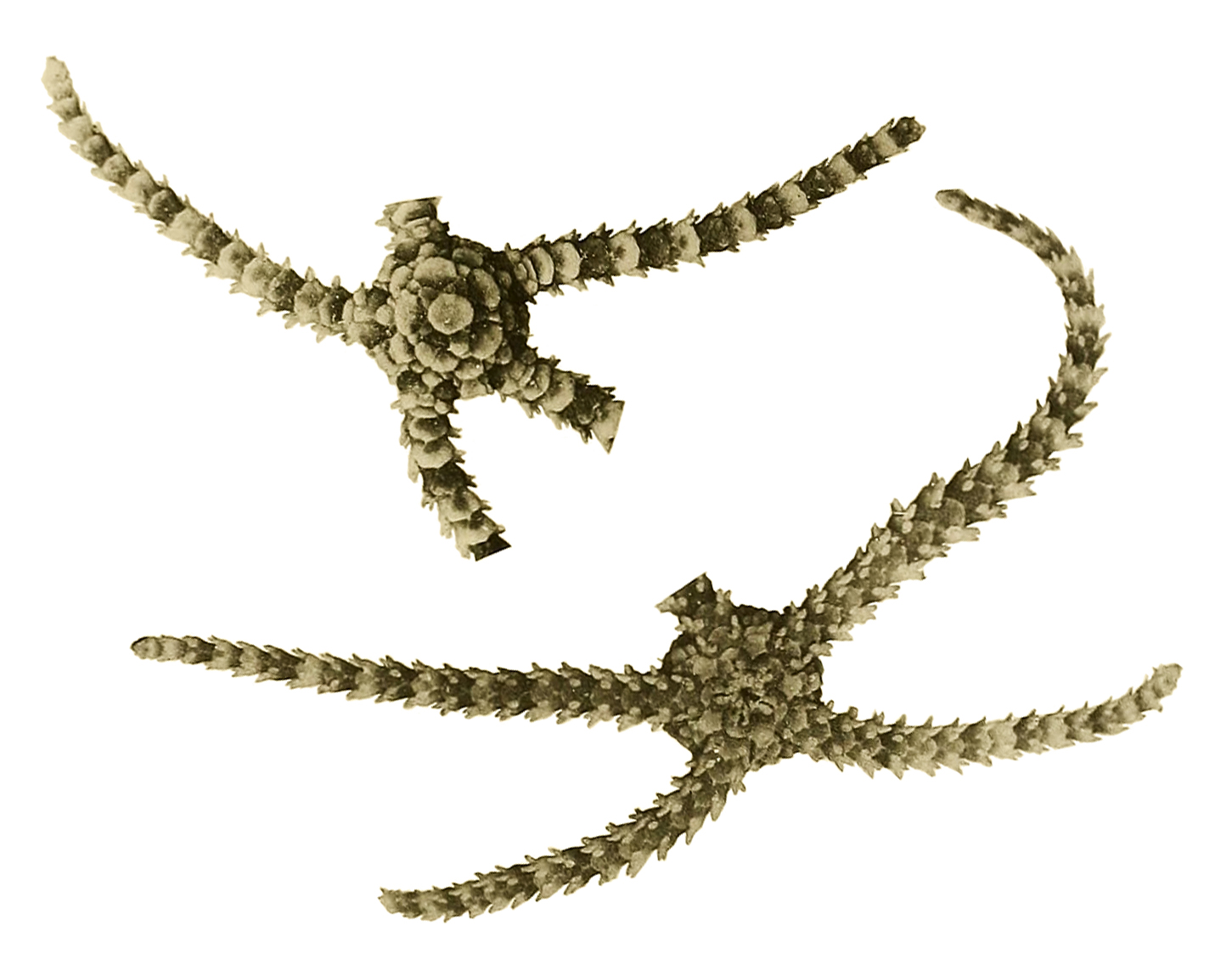
Ophiozonoida picta.
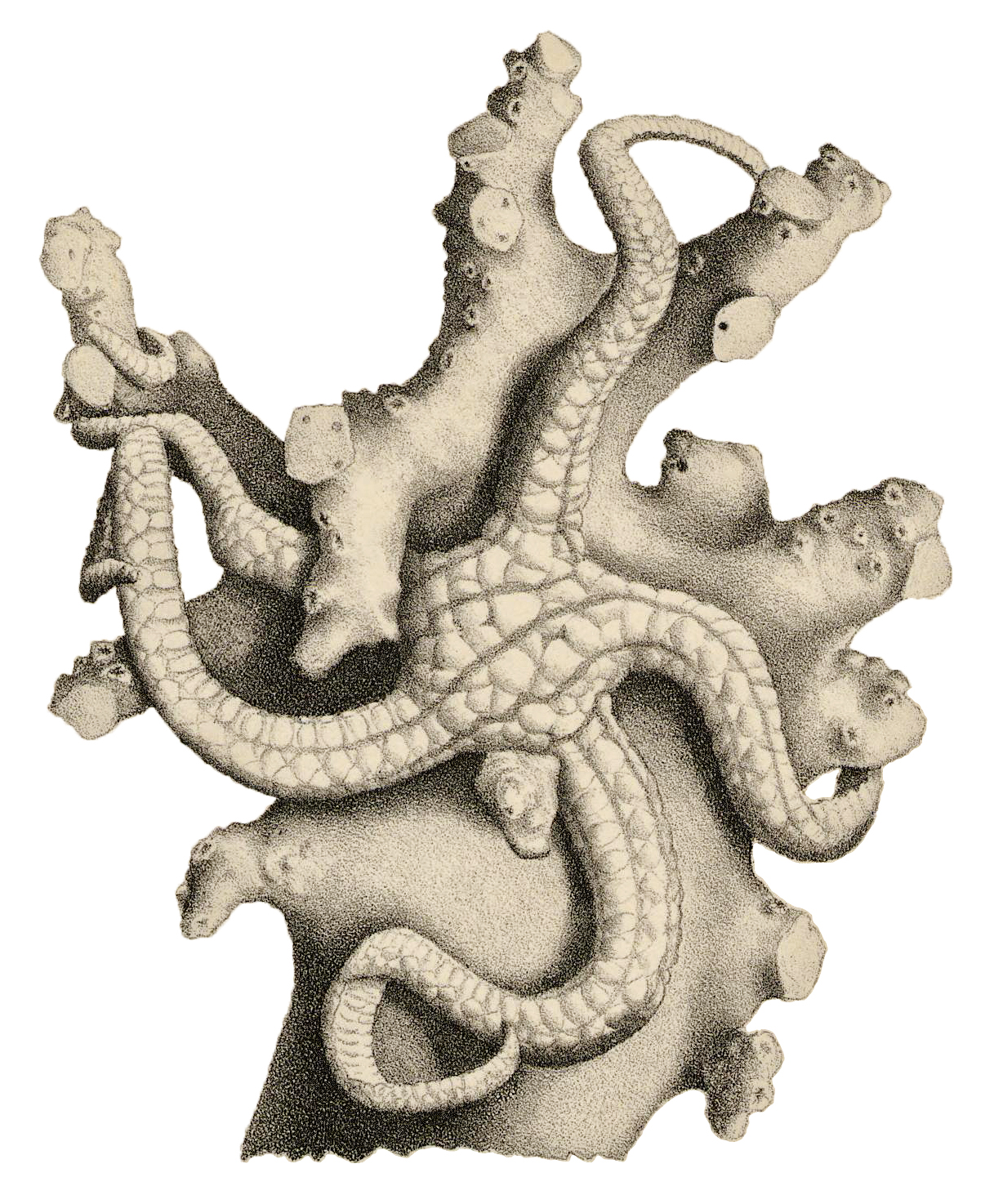
Sigsbeia lineata.